# 1948 v dopravě
Tento článek obsahuje seznam událostí souvisejících s dopravou, které proběhly roku 1948.

## Únor
- 1. února

 Vznikl společný Dopravní komunální podnik měst Liberce a Jablonce nad Nisou se sídlem v Liberci, předchůdce dnešního Dopravního podniku měst Liberce a Jablonce nad Nisou.

## Květen
- 9. května

 Na trati Křimov – Reitzenhain byla zastavena osobní doprava.